# Alexei Dmitrijewitsch Maslennikow
Alexei Dmitrijewitsch Maslennikow (russisch Алексей Дмитриевич Масленников; * 9. September 1929 in Nowotscherkassk; † 30. November 2016) war ein russischer Opernsänger (Charaktertenor).

## Leben
Maslennikow studierte am Moskauer Konservatorium und debütierte 1953 in ebendieser Stadt. 1955 wurde er ständiges Mitglied der Truppe des Bolschoi-Theaters. Seit den 1960er Jahren und bis in die 90er hinein gab er zahlreiche Gastspiele im In- und Ausland und wurde international als Meister des grotesk-komischen oder bösartigen Fachs, als russischer Gerhard Stolze erkannt.
1970 erschien er als Schuiski in der Aufnahme von Modest Mussorgskis Boris Godunow unter der Leitung Herbert von Karajans (Decca). Weitere bekannte Aufnahmen sind u. a. Chowanschtschina (Mussorgski), Dirigent Boris Chaikin (Melodia, 1972); Ruslan und Ljudmila (Michail Glinka), unter Juri Simonow (Melodia 1979); Die Verlobung im Kloster (Sergei Prokofjew), unter der Leitung von Alexander Lasarew (Melodia, 1990).